# Franziska Schultze
Franziska Schultze (* 11. April 1805 in Weimar; † 31. März 1864 ebenda) war eine Blumenmalerin in Weimar.

## Leben
Franziska Schultze war die Tochter eines herzoglichen Justizamtmanns. Ihren ersten künstlerischen Unterricht erhielt sie auf der Mal- und Zeichenschule in Weimar und entwickelte sich später, hauptsächlich unter der Anleitung von Friedrich Preller, zu einer sich durch Detailtreue auszeichnenden Blumenmalerin. Sie war mit ihren sorgfältig ausgeführten Aquarellen auf Ausstellungen in Dresden, Berlin und Wien vertreten. Bekannt sind die sechs Blätter, die sie für die ab 1858 in sechs Auflagen im Verlag Sauerländer erschienene Prachtausgabe „Liebesfrühling“ von Friedrich Rückert schuf, sowie Illustrationen zu „Auderfen’s Märchen“ u. a.

## Galerie

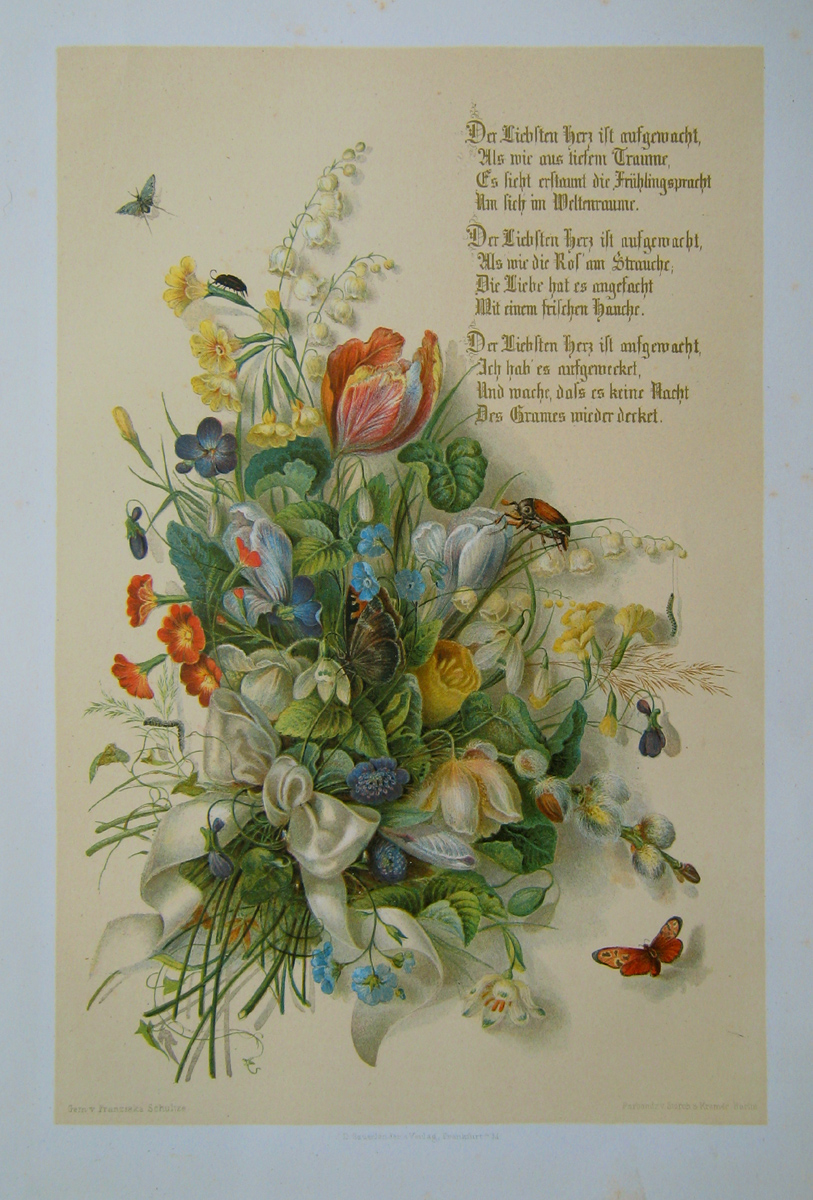
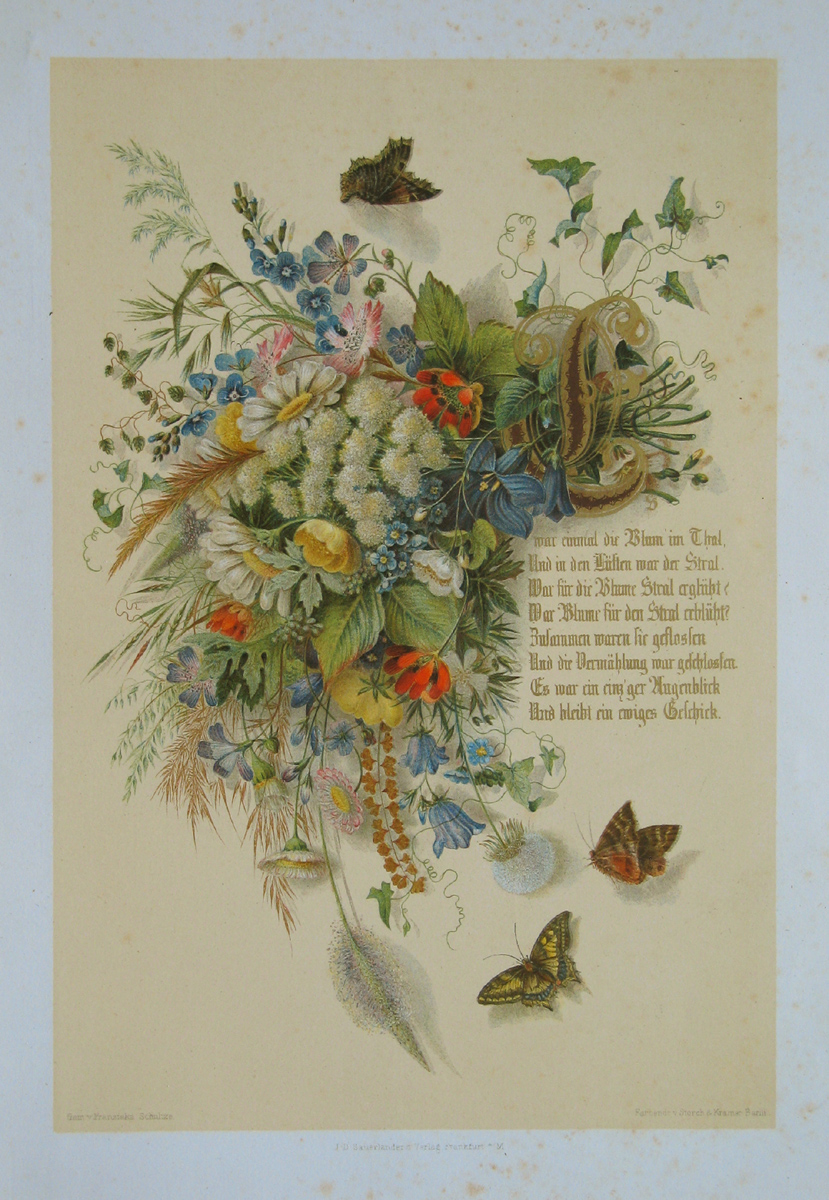
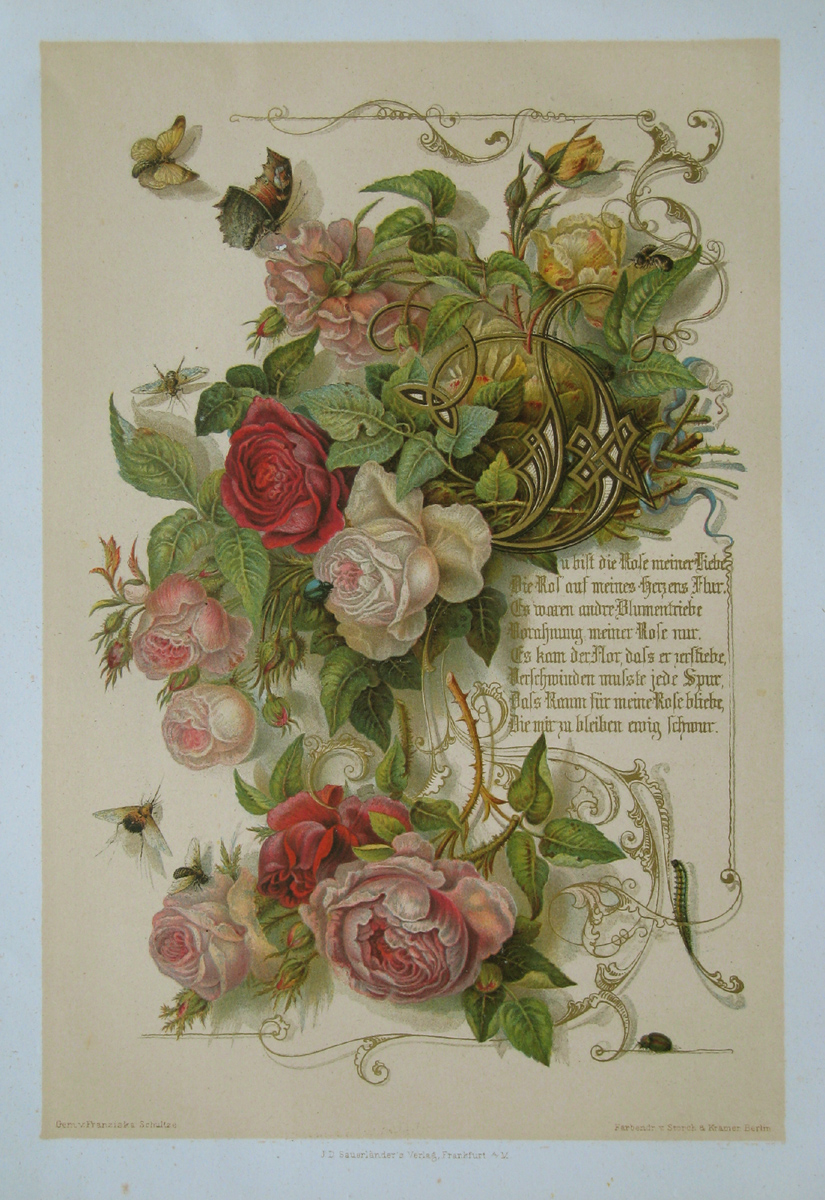

## Werke (Auswahl)

### Illustrationen (Auswahl)
- In: Friedrich Rückert's Liebesfrühling. – Frankfurt a. M : Sauerländer, zw. 1861 u. 1874. Digitalisierte Ausgabe der Universitäts- und Landesbibliothek Düsseldorf